# 張希皐 (萬曆丁丑進士)
張希臯（1550年—？），字直卿，湖廣德安府安陸縣人，民籍，明朝政治人物。

## 生平
萬曆元年（1273年）癸酉科湖廣鄉試第五十名，萬曆五年（1577年）丁丑科會試第一百八十五名，登三甲第一百六十四名進士。授廣東電白縣知縣。

## 家族
曾祖張通；祖父張崇慶；父張翼，曾任州吏目。前母程氏；母朱氏。慈侍下。